# Quarta circumscripció dels Pirineus Atlàntics
La quarta circumscripció dels Pirineus Atlàntics és una de les 6 circumscripcions electorals per a l'Assemblea Nacional francesa del departament dels Pirineus Atlàntics situat a la regió de la Nova Aquitània.

## Composició
Està compon pels següents cantons:
- cantó d'Accous
- cantó d'Aramits
- cantó d'Arudy
- cantó d'Atharratze-Sorholüze
- cantó de Baigorri
- cantó de Donapaleu
- cantó de Donibane Garazi
- cantó d'Hazparne
- cantó d'Iholdi
- cantó de Laruns
- cantó de Maule-Lextarre
- cantó de Navarrenx
- cantó d'Oloron-Sainte-Marie-Est
- cantó d'Oloron-Sainte-Marie-Ouest
- cantó de Sauveterre-de-Béarn

## Diputats elegits
| Període                                  | Identitat     | Partit |
| ---------------------------------------- | ------------- | ------ |
| 2002-2007                                | Jean Lassalle | UDF    |
| 2007-                                    | Jean Lassalle | MoDem  |
| les dades anteriors no són pas conegudes |               |        |
|                                          |               |        |